# 弗丽嘉

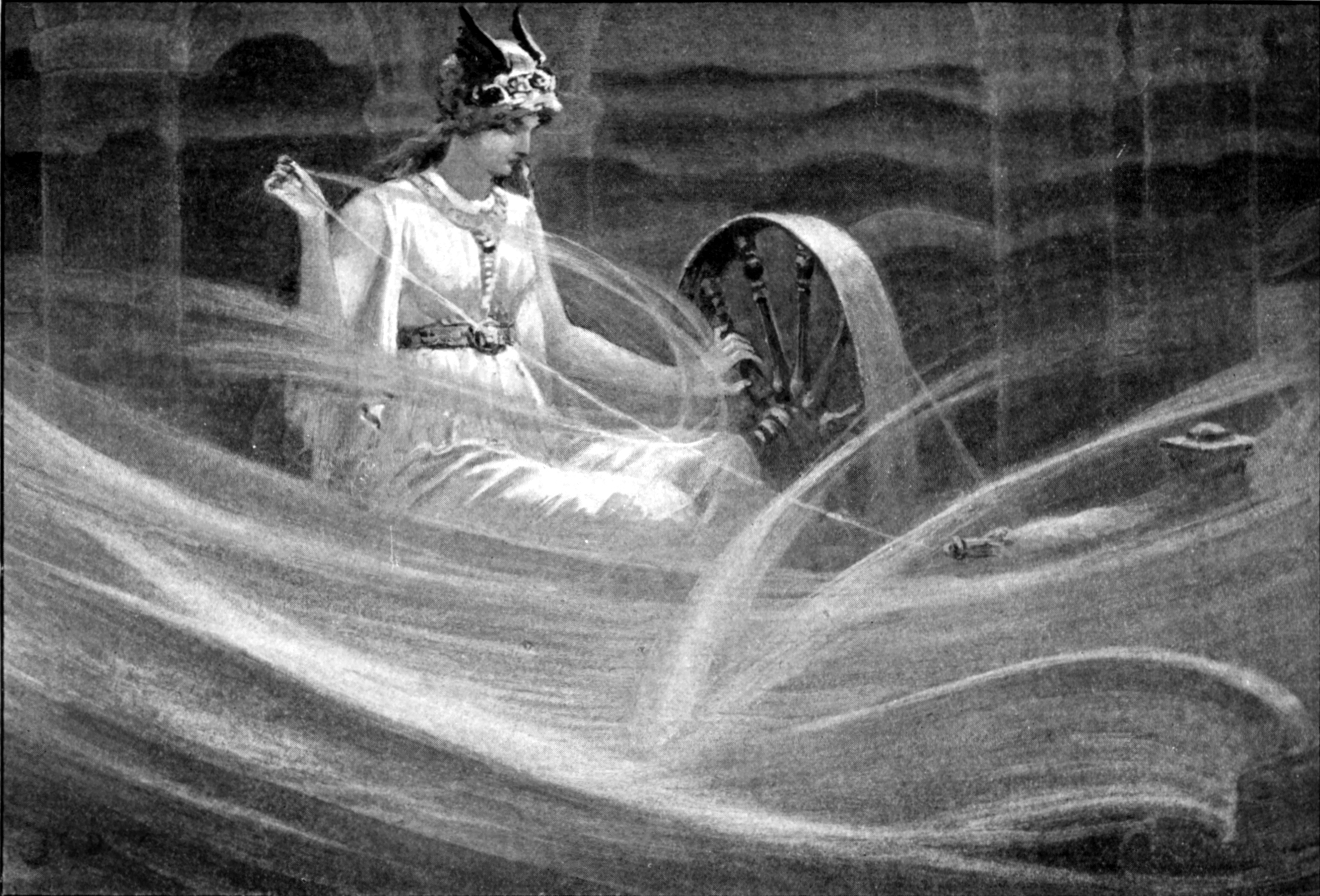
《紡織雲彩的弗麗嘉》，J C Dollman所繪

弗麗嘉或译作弗麗格、弗丽加、弗丽亚（Frigga）是北歐神話中的女神。阿萨神族之王奧丁的正妻，為“眾神之后”。她身為愛神，同時也是天空与大地的女神，主要掌管婚姻和家庭。她亦是光明之神巴德爾和黑暗之神霍德爾以及雷神索爾的母親。星期五（Friday）一詞即由她的名字衍变而來。
弗麗嘉美麗大方，而且氣質非凡，她的高貴氣質足以讓任何具有思維的生命都臣服於她腳下。在藝術造型中，通常弗麗嘉身穿一件白色或者是灰黑色的長袍，腰間挂着一大串奇特的鑰匙，顯示出在阿萨神族中，她擁有特殊的權力。她有一座自己的宮殿名為芬撒里爾，意為海之宮或霧之宮。弗麗嘉與弗蕾亚有許多相似之處。兩位女神的性格大相徑庭，都擁有蒼鷺之羽，並且都對物質有一定的需求。
弗麗嘉手下有十二位侍女，有時也以奧丁密使的身份出現，她們的名字在《史洛裏埃達》中為薩迦（話語）、埃爾（仁慈）、葛馮（給予）、芙拉（參謀）、修芬（愛情）、洛芬（贊許）、華爾（誓言）、瓦爾（真實）、席恩（異議）、赫琳（守護）、斯洛特拉（聰慧）、蓋娜（信使）。她們也是弗麗嘉部分神性的化身。

## 神话传说

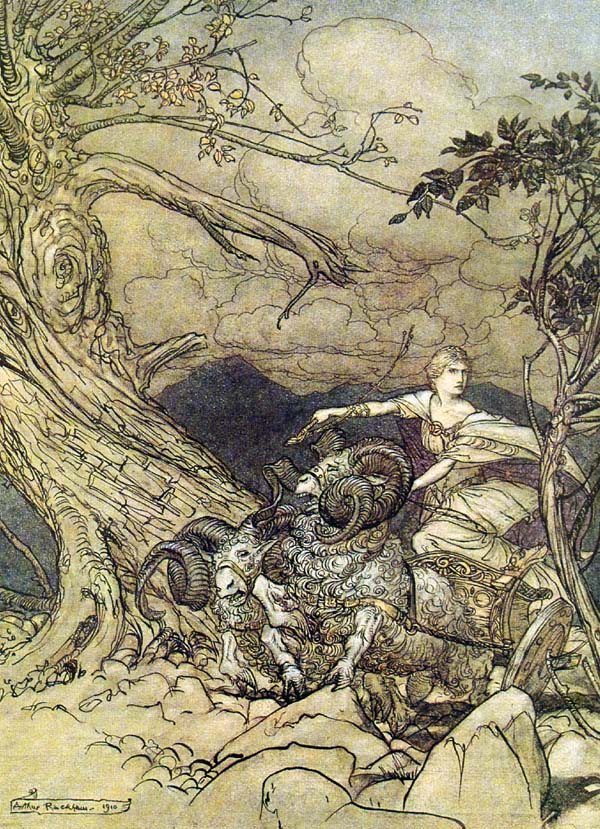
瓦格纳的歌劇中「忽隐忽现的瓦尔基里娅」（相当于弗丽加），亚瑟·拉克姆画。

弗麗嘉一開始便以妻子和母親的形象出現在北歐神話故事中，她是一位擁有未卜先知能力的预言者，知道一切未来即將發生的事，卻從不洩露自己所知。依照奧丁的旨意，他的寶座是絕對不允許任何人隨便坐的，因為坐上寶座的人將會擁有通曉過去與未來的能力，其他天神都沒有資格，也沒有膽量坐在寶座上。然而弗麗嘉是唯一一位，被允許坐在奧丁的寶座上的神祇，得以君臨寰宇，擁有周知宇宙萬事之力，並享有觀看宇宙萬事萬物的特權。她最大的優點就是對什麼事都守口如瓶，從不洩露天機。弗麗嘉雖然高貴美麗，但是自身也有缺點，第一點是記憶力很差，剛告訴她的事情轉眼間就忘記了，之所以她對任何事都守口如瓶，和她的性格有很大關聯。第二個缺點是貪圖榮華富貴，她經常用各種各樣的金銀珠飾來裝點自己的宮殿，並且從未滿足過。
當爱子巴德爾被噩夢困擾时，弗麗嘉强令幽冥九界一切的生靈立下誓言，發誓绝不會傷害巴德爾。雖然瓦爾哈拉宫門外的一株橡树上的寄生植物“槲寄生”没有表態，但它是如此弱小柔嫩，弗麗嘉認為不足以構成對兒子的威脅。後来，惡神洛基利用了这小小的槲寄生枝與假瞎子霍德爾之手殺死了巴德爾。弗麗嘉極力想讓死亡女神海拉放過他的兒子，也因為惡神洛基從中作梗，所以没能實現。由於弗麗嘉是豐饒女神，所以她不具備自由出入冥府的能力。

## 大眾文化中
- 線上遊戲《仙境傳說》（RO）中的菲力卡頭箍。
- 《神魔之塔》中的角色弗麗嘉。
- 《戰神4》中的角色弗蕾亚，在本作设定中与众神之后「弗丽嘉」为同一人。
- 《刺客信条：英灵殿》资料片「諸神黃昏的預兆」中的角色弗丽嘉。